# ENCE
ENCE (ранее ENCE eSports) — финская профессиональная киберспортивная организация. Основана в 2013 году. Известна благодаря достижениям Йоона Сотала (ник Serral) — чемпиона мира 2018 года по StarCraft II, и команды по Counter-Strike, в 2019 году достигшей 2 места в международном рейтинге.
Посвящённая команде по Counter-Strike песня EZ4ENCE достигла 4 места в финских чартах Spotify и была включена в CS:GO в качестве внутриигровой музыки.
Название команды происходит от имени гиганта Энцелада, героя древнегреческой мифологии.

## История
ENCE eSports основана в апреле 2013 года Петри «Procyon» Хямялей, Тони «Chibulis» Яркимой и Теему «wabbit» Хиилиненом. С 2013 по 2014 год команды ENCE участвовали в турнирах по CS:GO, Starcraft II и Tekken Tag 2. В июне 2014 года ENCE приостановила деятельность, но объявила о возвращении в январе 2016 года. В апреле 2016 года ENCE восстановила команды по CS:GO и Starcraft II. В 2016—2017 годах появились команды по Hearthstone, Rainbow Six: Siege и NHL. В 2019 году ENCE набрала команду по игре PlayerUnknown’s Battlegrounds.

### Counter-Strike
Первой командой организации по Counter-Strike стала «TOOMUCHVIDEOGAMES», однако уже через месяц стороны разорвали отношения.
В сентябре 2013 года новой командой ENCE eSports по Counter-Strike стала «walla walla wasp wackers» во главе с Йооной «natu» Леппяненом. Новый состав добился некоторого успеха, но через 9 месяцев и 13 игравших за неё участников также был распущен. К этому моменту лучшим игроком команды был Алекси Ялли (allu), достигший 7 места в мировом рейтинге.
В конце декабря 2015 года была предпринята третья попытка собрать команду по CS:GO. 4 января 2016 года было объявлено, что её возглавит allu, а остальные места займут участники команды MIXCAT: Том «stonde» Глад, Юхо «juho» Лампинен, Микко «xartE» Вялимаа и Миика «suNny» Кемппи. В этом составе команда играла почти год, пока allu не вышел из неё, чтобы играть за новый коллектив — FaZe Clan. После его ухода в команде играли Алекси «Aleksib» Виролайнен и Тони «arvid» Ниемеля, но 1 декабря 2016 года в связи с малорезультативными выступлениями команда была распущена.
Четвёртый состав был набран уже в середине февраля, но продержался только 4 месяца, мало чем себя проявив.
В апреле 2018 года организация была переименована в ENCE. Одновременно был назван новый состав по CS:GO: первым номером шёл получивший двухгодичный контракт allu, помимо него в команду пошли Aleksib, Йере «sergej» Сало, Яни «Aerial» Юссила и Сами «xseveN» Лаасанен. HLTV.org вскоре определила команду на 187 место в своём рейтинге, однако после невнятного начала новая команда начала настойчиво подниматься по таблице лидеров.
Первым заслуживающим внимания достижением стало 7—8 место на турнире ESL One Cologne 2018. Затем ENCE заняла 3 место в квалификации к FACEIT Major: London 2018. На турнире StarSeries & i-League CS:GO Season 6 команда заняла 1 место и выиграла 125 000 долларов. В 2019 финны выиграли квалификацию на IEM XIII — Katowice Major 2019 и прошли в основной турнир.
По регламенту IEM XIII — Katowice Major 2019 ENCE начинали со стадии «Новые претенденты», где уступили лишь в одном матче. На следующей стадии, «Новые легенды», ENCE проиграла первые два матча, но затем выиграла три решающие встречи и прошла в финальную стадию, «Новые чемпионы». Здесь финны последовательно разобрались с номером 2 турнира — Team Liquid — и номером 3 турнира — Natus Vincere, выйдя в финал против лучшей на тот момент команды мира Astralis. Проиграв на двух картах, ENCE заняла второе место в турнире, выиграв 150 000 долларов и создав сенсацию.
В том же году ENCE выиграли BLAST Pro Series: Madrid 2019, и это стало последней крупной победой команды по состоянию на май 2021 года.
В 2023 году коллектив выиграл престижный турнир серии IEM — Dallas 2023: в финале коллектив обыграл команду MOUZ со счётом 2:0. Самым ценным игроком стал Альваро «SunPayus» Гарсия.

### Текущий состав
|                 | Ник             | Полное имя      | Роль            | Присоединился   |
| Основной состав | Основной состав | Основной состав | Основной состав | Основной состав |
| --------------- | --------------- | --------------- | --------------- | --------------- |
| Флаг Дании      | gla1ve          | Лукас Россандер | Капитан         | Ноябрь 2023     |
| Флаг Финляндии  | podi            | Пааво Хейсканен | Снайпер         | Май 2024        |
| Флаг Польши     | xKacpersky      | Каспер Габара   | Стрелок         | Октябрь 2024    |
| Флаг Франции    | Neityu          | Райан Обри      | Стрелок         | Октябрь 2024    |
| Флаг Украины    | sdy             | Виктор Оруджев  | Стрелок         | Май 2024        |
| Тренер          |                 |                 |                 |                 |
| Флаг Польши     | kuben           | Якуб Гурчиньски | Якуб Гурчиньски | Ноябрь 2023     |

### ENCE Academy
|                         | Ник             | Полное имя       | Роль            | Присоединился   |
| Основной состав         | Основной состав | Основной состав  | Основной состав | Основной состав |
| ----------------------- | --------------- | ---------------- | --------------- | --------------- |
| Флаг Северной Македонии | 2high           | Ахмет Бахтиджари | Капитан         | 24 мая 2024     |
| Флаг Финляндии          | teme            | Тему Корва       | Снайпер         | 5 января 2024   |
| Флаг Финляндии          | myltsi          | Вилли Уилкман    | Стрелок         | 7 июля 2022     |
| Флаг Финляндии          | millert         | Анри Илехто      | Стрелок         | 8 июля 2024     |
| Флаг Грузии             | Schwarz         | Геогри Гахогидзе | Стрелок         | 8 июля 2024     |
| Тренер                  |                 |                  |                 |                 |
| Флаг США                | Whitey          | Джордж Уайт      | Джордж Уайт     | 13 мая 2022     |

### Достижения и результаты
| Место   | Турнир                          | Место проведения | Дата                    | Призовые  |
| 2018    | 2018                            | 2018             | 2018                    | 2018      |
| ------- | ------------------------------- | ---------------- | ----------------------- | --------- |
| 2       | DreamHack Open Montreal 2018    | Монреаль         | 7 — 9 сентября          | 20 000 $  |
| 1       | StarSeries i-League Season 6    | Киев             | 7 — 14 октября          | 125 000 $ |
| 1       | DreamHack Open Winter 2018      | Йёнчёпинг        | 30 октября — 2 ноября   | 50 000 $  |
| 2019    |                                 |                  |                         |           |
| 2       | IEM Katowice 2019               | Катовице         | 20 февраля - 3 марта    | 150 000 $ |
| 3       | BLAST Pro Series São Paulo 2019 | Сан-Паулу        | 22 — 23 марта           | 45 000 $  |
| 1       | BLAST Pro Series Madrid 2019    | Мадрид           | 10 — 11 мая             | 125 000 $ |
| 3       | cs_summit 4                     | Лос-Анджелес     | 23 — 26 мая             | 20 000 $  |
| 2       | DreamHack Masters Dallas 2019   | Даллас           | 28 мая — 2 июня         | 50 000 $  |
| 2       | IEM Chicago 2019                | Чикаго           | 18 — 21 июля            | 50 000 $  |
| 5 — 8   | StarLadder Berlin Major 2019    | Берлин           | 28 августа — 8 сентября | 35 000 $  |
| 2       | CS:GO Asia Championships 2019   | Шанхай           | 20 — 24 ноября          | 100 000 $ |
| 2021    |                                 |                  |                         |           |
| 15 — 16 | PGL Major Stockholm 2021        | Стокгольм        | 30 октября — 7 ноября   | 17 500 $  |
| 2022    |                                 |                  |                         |           |
| 2       | ESL Pro League Season 15        | Дюссельдорф      | 9 марта — 10 апреля     | 90 000 $  |
| 3       | PGL Major Antwerp 2022          | Антверпен        | 14 — 22 мая             | 70 000 $  |
| 2       | IEM Dallas 2022                 | Даллас           | 30 мая — 5 июня         | 42 000 $  |
| 9 — 11  | IEM Rio Major 2022              | Рио-де-Жанейро   | 5 — 13 ноября           | 20 000 $  |
| 2023    |                                 |                  |                         |           |
| 3       | ESL Pro League Season 17        | Мальта           | 22 февраля — 26 марта   | 50 000 $  |
| 12 — 14 | Blast Paris Major 2023          | Париж            | 13 — 21 мая             | 20 000 $  |
| 1       | IEM Dallas 2023                 | Даллас           | 29 мая — 4 июня         | 100 000 $ |
| 2       | IEM Cologne 2023                | Кёльн            | 29 июля — 6 августа     | 180 000 $ |
| 2       | Gamers8 2023                    | Эр-Рияд          | 16 — 20 августа         | 180 000 $ |
| 3       | ESL Pro League Season 18        | Мальта           | 30 августа — 1 октября  | 50 000 $  |
| 3       | CS Asia Championships 2023      | Шанхай           | 8 — 12 ноября           | 50 000 $  |
| 2024    |                                 |                  |                         |           |
| 20 — 22 | PGL Major Copenhagen 2024       | Копенгаген       | 21 — 31 марта           | 10 000 $  |
| 3       | ESL Challenger Jönköping 2024   | Йёнчёпинг        | 14 — 16 июня            | 10 000 $  |
| 1       | Elisa Masters Espoo 2024        | Эспоо            | 16 — 20 октября         | 100 000 $ |